# Roti (potrawa)

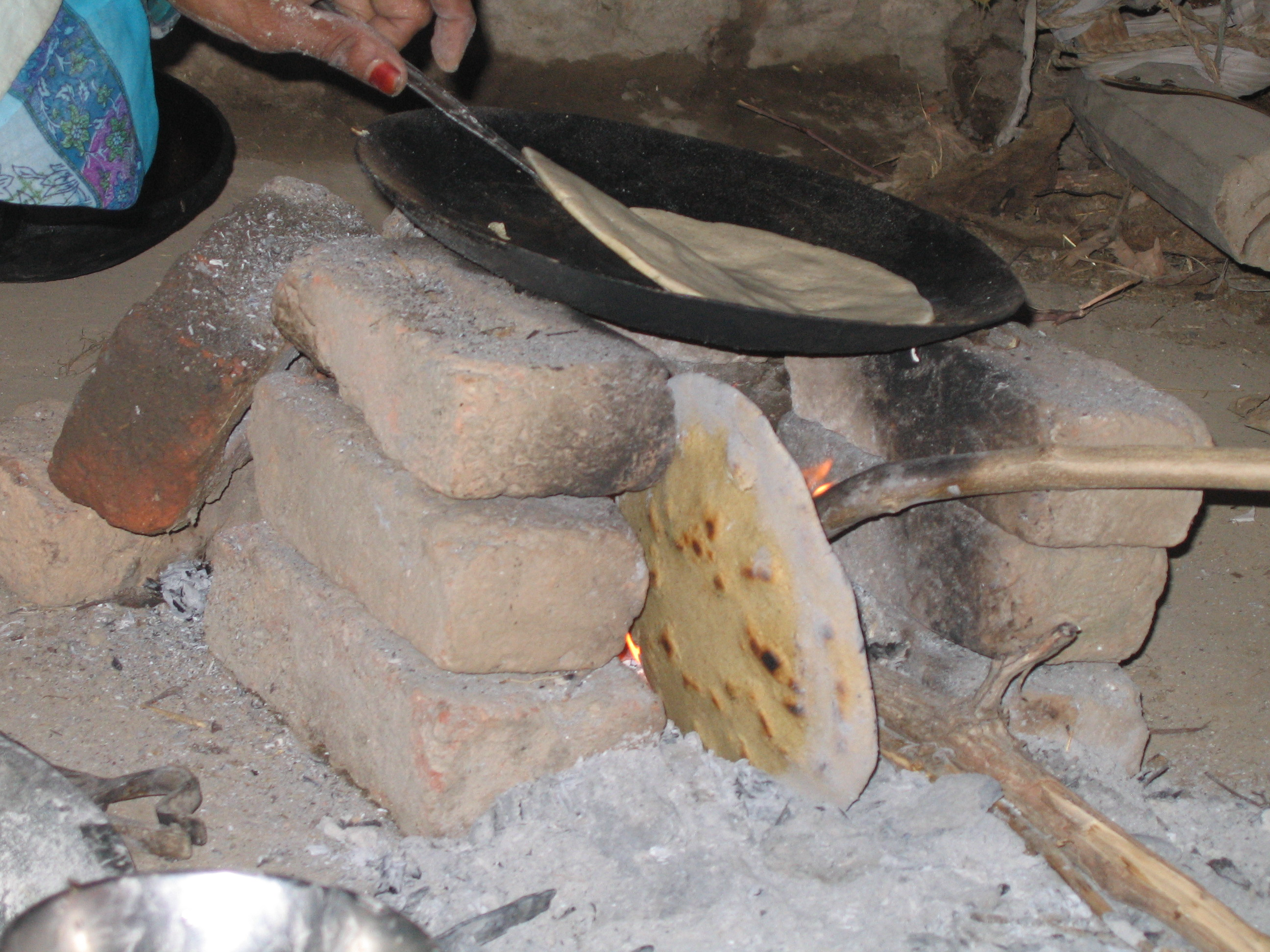
Przygotowywanie roti

Roti (hindi रोटी; pendż. ਰੋਟੀ; urdu ‏روٹی‎; gudź. રોટલી) – odmiana smażonych na patelni placków, powszechna w Indiach i Azji Południowo-Wschodniej, przygotowywana z mąki pszennej, niekiedy z dodatkiem mąki kukurydzianej lub mączki z soczewicy. W przeciwieństwie do ćapati, do masy na roti dodaje się tłuszcz.